# Buffelfisk
Buffelfisk, även kallad vit sugkarp (Catostomus commersonii), är en fiskart som först beskrevs av Lacepède 1803. Arten ingår i släktet Catostomus, och familjen sugkarpfiskar (Catostomidae). Den är vitt utbredd i Kanada och USA. Vuxna exemplar av Fundulus chrysotus kan undantagsvis växa till uppemot 65 cm längd men blir vanligen inte längre än 40,7 cm. Inga underarter finns listade.